# Roquecourbe-Minervois
Roquecourbe-Minervois (okzitanisch Ròcacorba de Menerbés) ist eine französische Gemeinde mit 140 Einwohnern (Stand 1. Januar 2022) im Département Aude in der Region Okzitanien. Sie gehört zum Arrondissement Narbonne und zum Kanton La Montagne d’Alaric.

## Nachbargemeinden
Nachbargemeinden von Roquecourbe-Minervois sind Castelnau-d’Aude im Osten, Montbrun-des-Corbières im Südosten, Saint-Couat-d’Aude im Süden und Puichéric im Nordwesten.

## Bevölkerungsentwicklung
| Jahr      | 1962 | 1968 | 1975 | 1982 | 1990 | 1999 | 2018 |
| Einwohner | 145  | 120  | 120  | 110  | 111  | 109  | 138  |

## Sehenswürdigkeiten
- Kirche Saint-Michel
- Château de Roquecourbe (Monument historique)